# Martin Bridson
Martin Robert Bridson (né en 1964) est un mathématicien de l'Île de Man. Il est titulaire de la chaire Whitehead de Professeur de mathématiques pures à l'Université d'Oxford et il est fellow du Magdalen College d'Oxford. Spécialisé en géométrie, en topologie et en théorie des groupes, Bridson est surtout connu pour ses travaux en théorie géométrique des groupes.

## Formation

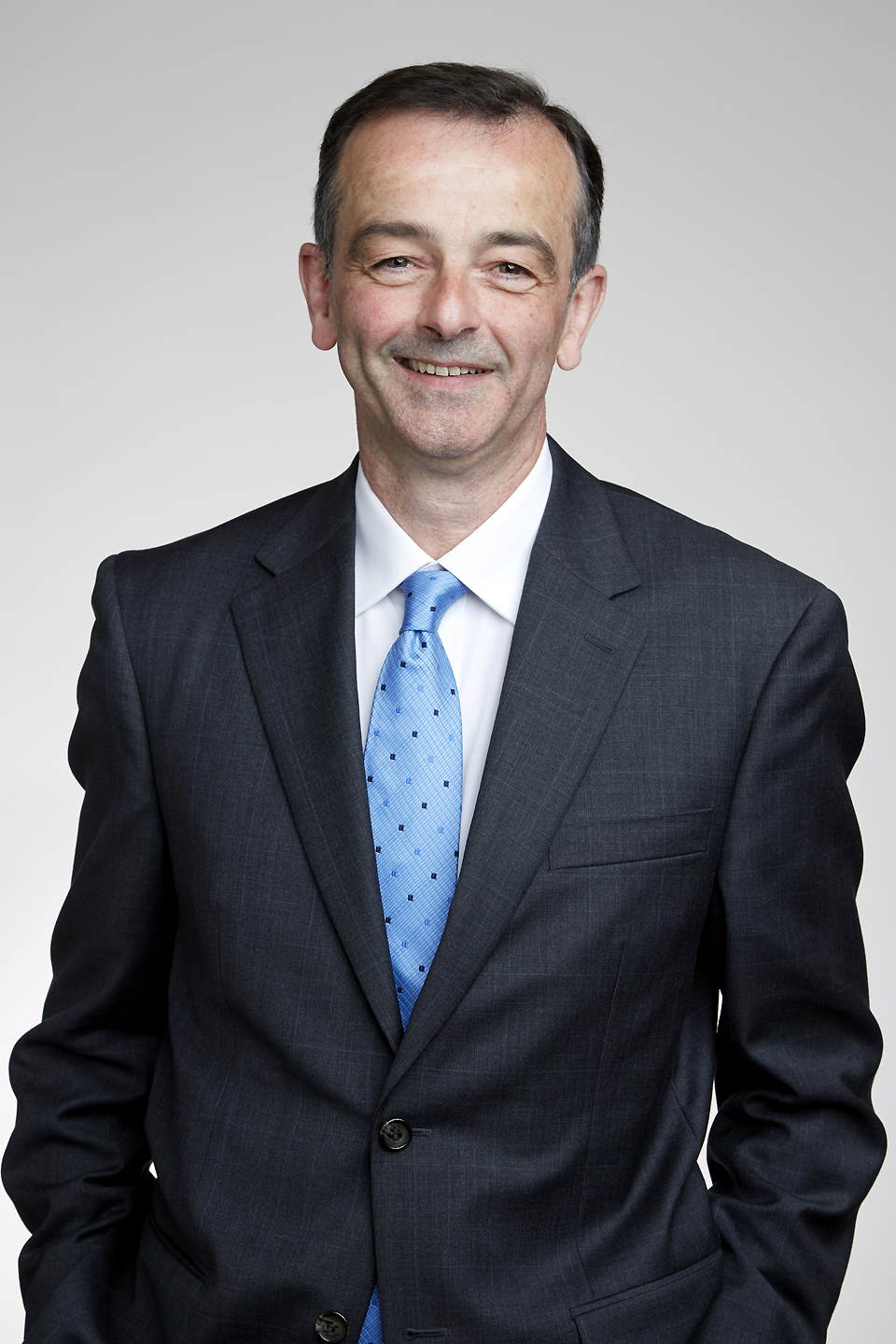
Martin Bridson en 2016.

Bridson est un natif de l'Île de Man et a fait ses études à la St Ninian's High School de Douglas, puis il quitte l'Île de Man pour étudier au Hertford College, à Oxford et à l'Université Cornell, où il obtient d'une maîtrise de l'université d'Oxford (1986), et un Mastère (1988) puis son doctorat (1991) de l'université Cornell, sous la direction de  Karen Vogtmann,.

## Carrière et recherches
Il a enseigné à l'Université de Princeton, l'Université de Genève et à l'Imperial College London.

## Prix et distinctions
En 2016, il est élu Fellow de la Royal Society. En 2014, il est devenu Fellow de l'American Mathematical Society.
En 1999 il est lauréat du Prix Whitehead. En 2005, il est lauréat de la conférence Forder. Il a été conférencier invité au Congrès international des mathématiciens en 2006 à Madrid. 

## Sélection de publications
- avec André Haefliger: Metric spaces of non-positive curvature. Grundlehren der Mathematischen Wissenschaften, 319. Springer-Verlag, Berlin, 1999.  (ISBN 3-540-64324-9)
- Geodesics and curvature in metric simplicial complexes. Group theory from a geometrical viewpoint (Trieste, 1990), 373–463, World Sci. Publ., River Edge, NJ, 1991. pdf
- avec Alonso: Semihyperbolic groups. Proc. London Math. Soc. (3) 70 (1995), no. 1, 56–114.
- avec Gersten: The optimal isoperimetric inequality for torus bundles over the circle. Quart. J. Math. Oxford Ser. (2) 47 (1996), no. 185, 1–23.
- avec Brady: There is only one gap in the isoperimetric spectrum. Geom. Funct. Anal. 10 (2000), no. 5, 1053–1070.
- avec Fritz Grunewald (de): Grothendieck's problems concerning profinite completions and representations of groups. Ann. of Math. (2) 160 (2004), no. 1, 359–373.
- Non-positive curvature and complexity for finitely presented groups. International Congress of Mathematicians. Vol. II, 961–987, Eur. Math. Soc., Zürich, 2006. pdf
- avec Howie, Miller, Short: Subgroups of direct products of limit groups. Ann. of Math. (2) 170 (2009), no. 3, 1447–1467.